# Неофеодалізм
Неофеодалізм (також відомий як новий феодалізм або технофеодалізм) означає сучасне відродження політичних, управлінських, економічних та суспільних практик, що нагадують ті, які існували в багатьох феодальних суспільствах, зокрема нерівність у правах і правовому захисті між звичайними громадянами та елітою.
Поняття «неофеодалізму» може зосереджуватися на економічному аспекті. Серед проблем, пов'язаних із цим явищем у сучасному суспільстві, виділяють класову стратифікацію, глобалізацію, неоконсервативну зовнішню політику, вплив транснаціональних корпорацій та «неокорпоратизм».

## Використання та етимологія
Спочатку цей термін використовувався як критика як лівих, так і правих політичних поглядів.
Джон Кеннет Ґелбрейт був одним із перших, хто вжив термін «неофеодалізм» у своїй праці «Суспільство достатку», опублікованій у 1958 році. Для нього це означало політику, що посилює соціальну стратифікацію між багатими та бідними.
З іншого боку, Юрґен Габермас використав термін («рефеодалізація») у своїй книзі The Structural Transformation of the Public Sphere (1962) для критики приватизації суспільної сфери, що виникла внаслідок Просвітництва, під впливом реклами та масового споживання. Хоча він прямо не вживав термін «неофеодалізм», пізніші коментатори зазначали, що його ідеї близькі до цього поняття. Так само у 1992 році Іммануїл Валлерстайн висловив погляди на світовий розвиток, назвавши неофеодалізм одним із трьох можливих сценаріїв. Під неофеодалізмом Валлерстайн розумів регіони, що функціонують в умовах автаркії, з локальною ієрархією, де високотехнологічні блага доступні лише еліті.
Економіст Седрік Дюран, професор Женевського університету, віддає перевагу терміну «технофеодалізм», вважаючи його наступним етапом розвитку капіталізму. Він зазначає: «За часів феодалізму головним було контролювати землю; сьогодні ж ідеться про контроль над даними та можливостями їхньої обробки»:
|  | У рамках технофеодального капіталізму підприємці Кремнієвої долини інвестують не стільки у виробництво товарів і послуг, скільки у створення інформаційної інфраструктури, механізмів координації та організації. Саме ці системи визначають взаємодію між попитом і пропозицією, використовують аналіз даних для прогнозування поведінки людей та стають незамінними для традиційного бізнесу в управлінні його діяльністю. Таким чином, гонитву за виробництвом замінила гонитва за контролем. Замість отримання прибутку від продажу товарів, як у традиційному капіталізмі, головною метою стає контроль над соціальною активністю, що дозволяє збирати ренту, подібно до феодальних сеньйорів минулого. Оригінальний текст (фр.) Dans le capitalisme techno-féodal, les entrepreneurs de la Silicon Valley investissent massivement non pas pour produire de tels biens et services, mais pour bâtir des infrastructures informationnelles, des moyens de coordination et d'organisation. Elles ordonnent la rencontre de l'offre et de la demande, elles permettent, par l'analyse des données, d’anticiper les comportements des individus, etc. Et elles se rendent indispensables aux entreprises classiques pour organiser leur activité. La course au contrôle remplace donc la course à la production. Au lieu de viser un profit sur des produits, on cherche, comme les seigneurs d’autrefois, à contrôler l’activité sociale pour prélever de la rente |

Починаючи з 2021 року, Яніс Варуфакіс відновив у вжитку цей термін і зробив його більш популярним, зокрема у 2023 році, з виходом своєї книги Technofeudalism: What Killed Capitalism.

## Приватизоване управління
За словами Леса Джонстона, теоретичний підхід Кліффорда Ширінга до неофеодалізму мав значний вплив. Ширінг «вживає цей термін у вузькому значенні, щоб привернути увагу до появи масштабних приватних володінь, які різними способами залишаються „закритими“». Люсія Зеднер же вважає, що таке використання терміна «неофеодалізм» є надто обмеженим, оскільки порівняння, запропоноване Ширінгом, недостатньо підкреслює паралелі з попередніми моделями управління. На її думку, слід надавати перевагу більш чітко визначеним концепціям.
На думку Брюса Бейкера, неофеодалізм передбачає порядок, визначений комерційними інтересами та керований на великих територіях. Водночас він вважає, що цей термін не повністю відображає масштаби співпраці між державними та недержавними правоохоронними структурами. Ренді Ліпперт і Даніель О'Коннор вважають, що важливість порівняння з феодалізмом полягає в тому, що корпорації отримують владу, подібну до державної. Так само Зігард Некель стверджував, що зростання впливу фінансово-орієнтованого капіталізму наприкінці XX століття призвело до «рефеодалізації» економіки.
Марина Капаріні стверджує, що зростання майнової нерівності, коли бідні та маргіналізовані групи опиняються виключеними з державної системи безпеки, може призвести до неофеодалізму. Вона зазначає, що цей процес уже відбувся в Південній Африці. Ієн Лоудер додає, що неофеодалізм стає можливим через комодифікацію поліції та призводить до кінця спільної громадянської ідентичності. Однією з головних ознак неофеодалізму є те, що суспільне життя людей дедалі більше контролюється комерційними корпораціями, зазначає Марта К. Хаґґінс.
Джон Брейтвейт зазначає, що неофеодалізм змінює підхід до управління, оскільки комерційні компанії, зокрема, мають специфічну потребу в мінімізації збитків.